# Черрето-Гвиди
Черрето-Гвиди (итал. Cerreto Guidi) — коммуна в Италии, располагается в области Тоскана, в провинции Флоренция.
Население составляет 10 261 человек (2008 г.), плотность населения составляет 209 чел./км². Занимает площадь 49 км². Почтовый индекс — 50050. Телефонный код — 0571.
Покровителями коммуны почитаются святой Леонард Ноблакский, празднование 6 ноября, святая Либерата,  San Pietro.

## Демография
Динамика населения:

## Администрация коммуны
- Официальный сайт: http://www.comune.cerreto-guidi.fi.it/